# Javier Méndez Henríquez
Javier Méndez Henríquez (Valparaíso, 6 giugno 1949) è un ex calciatore cileno, di ruolo centrocampista.

## Carriera

### Club
Ha giocato nella massima serie cilena con Unión Española, Deportes Aviación e Huachipato.

### Nazionale
Con la Nazionale cilena ha giocato 4 partite prendendo parte alla Copa América 1975.